# Воксго (Північна Кароліна)
Воксго (англ. Waxhaw) — місто (англ. town) в США, в окрузі Юніон штату Північна Кароліна. Населення — 20 534 особи (2020).

## Географія
Воксго розташоване за координатами 34°56′16″ пн. ш. 80°44′17″ зх. д. / 34.93778° пн. ш. 80.73806° зх. д. (34.937887, -80.737933).  За даними Бюро перепису населення США в 2010 році місто мало площу 30,21 км², з яких 29,90 км² — суходіл та 0,31 км² — водойми.

## Демографія
Згідно з переписом 2010 року, у місті мешкало 9859 осіб у 3242 домогосподарствах у складі 2626 родин. Густота населення становила 326 осіб/км².  Було 3517 помешкань (116/км²).
Расовий склад населення:
| - 82,1 % — білих - 11,2 % — чорних або афроамериканців - 2,0 % — азіатів - 0,1 % — корінних американців - 1,6 % — осіб інших рас |

До двох чи більше рас належало 2,9 %. Частка іспаномовних становила 6,4 % від усіх жителів.
За віковим діапазоном населення розподілялося таким чином: 34,6 % — особи молодші 18 років, 58,4 % — особи у віці 18—64 років, 7,0 % — особи у віці 65 років та старші. Медіана віку мешканця становила 34,5 року. На 100 осіб жіночої статі у місті припадало 93,7 чоловіків;  на 100 жінок у віці від 18 років та старших — 88,8 чоловіків також старших 18 років.
Середній дохід на одне домашнє господарство  становив 102 123 долари США (медіана — 84 294), а середній дохід на одну сім'ю — 113 569 доларів (медіана — 98 317). Медіана доходів становила 75 125 доларів для чоловіків та 46 406 доларів для жінок. За межею бідності перебувало 4,1 % осіб, у тому числі 2,9 % дітей у віці до 18 років та 4,8 % осіб у віці 65 років та старших.
Цивільне працевлаштоване населення становило 5304 особи. Основні галузі зайнятості: освіта, охорона здоров'я та соціальна допомога — 18,3 %, науковці, спеціалісти, менеджери — 17,6 %, фінанси, страхування та нерухомість — 15,8 %.